# Wiśliny
Wiśliny – wieś w Polsce położona w województwie pomorskim, w powiecie kwidzyńskim, w gminie Sadlinki.
W latach 1975–1998 miejscowość administracyjnie należała do województwa elbląskiego.

## Historia
Znane jest grodzisko wczesnośredniowieczne położone na terenie wsi. Mimo że Weiselborg (Wyselberg) został zasiedlony już w XIV wieku, to dopiero w 1375 roku po raz pierwszy wymieniono jako świadka sołtysa Johanna. Teren Wiślin należał do biskupstwa pomezańskiego.
Już w 1386 roku mieścił się tu kościół. Proboszcze był wówczas Nikolaus z Wisilburga, a w 1399 roku sołtysem był Werner.
W 1400 roku Wyselburg określono jako miasteczko, w którym był sołtys Johann Schwarzenyckel (Czarny Mikołaj). Jednak już pięć lat później znowu wymieniono Wiśliny jako wieś. Jej późniejszy rozwój jako ośrodka rzemieślniczo-handlowego zahamowała powódź z 1427 roku.
Wojny polsko-krzyżackie z XV-XVI wieku oraz kolejna powódź w 1489 roku spowodowały upadek Wiślin.
Dzięki staraniom starosty Moritza von Wilmsdorfa dopiero w latach 70. XVI wieku po odbudowaniu wałów przeciwpowodziowych rozpoczęło się stałe osadnictwo. Sprowadził on fryzyjskich Holendrów oraz chłopów z Zachodniego Pomorza. W 1586 roku 13 chłopów miało 28 łanów, z których po okresie wolnizny płacili czynsz roczny. We wsi dominowały pastwiska.
W 1643 roku Hans Riemer miał tu w dzierżawie karczmę. Powstał też browar.
Regulamin wałowy z 1725 roku nakazywał mieszkańcom dbanie o stan wałów przeciwpowodziowych. Już w 1730 roku była tu czynna szkoła. Wieś miała w 1734 roku 40, a w 1789 roku 47 dymów i dobrze się rozwijała.
Od 1901 roku mieszkańcy wsi korzystali z kolejki wąskotorowej prowadzącej od Marezy poprzez Wiśliny do Rusinowa. W roku 1905 osadę zamieszkiwało 405, a w 1910 roku było w Wiślinach 509 ha i 399 mieszkańców. Do 1937 roku pracowała tu mleczarnia. Później mleko wożono do Kwidzyna. Wieś zelektryfikowano w 1923 roku. W 1939 roku wieś zamieszkiwały 273 osoby, było tu 70 gospodarstw domowych. Wieś była zróżnicowana pod względem zabudowy. Część domostw była wybudowana z cegły, część drewniana i szachulcowa na kamiennych podmurówkach.
Po drugiej wojnie światowej miejscowość została wsią sołecką (gmina Nebrowo Wielkie).
Zmiana dotychczasowej nazwy Weichselburg na Wiśliny ustalona została Zarządzeniem Nr 52 Prezesa Rady Ministrów z dnia 24 lutego 1953r.

## Teraźniejszość
- 1949 roku spłonęła szkoła.
- 1970 roku mieszkało tu 265 osób.
- 1975 roku uruchomiono hydrofornię.

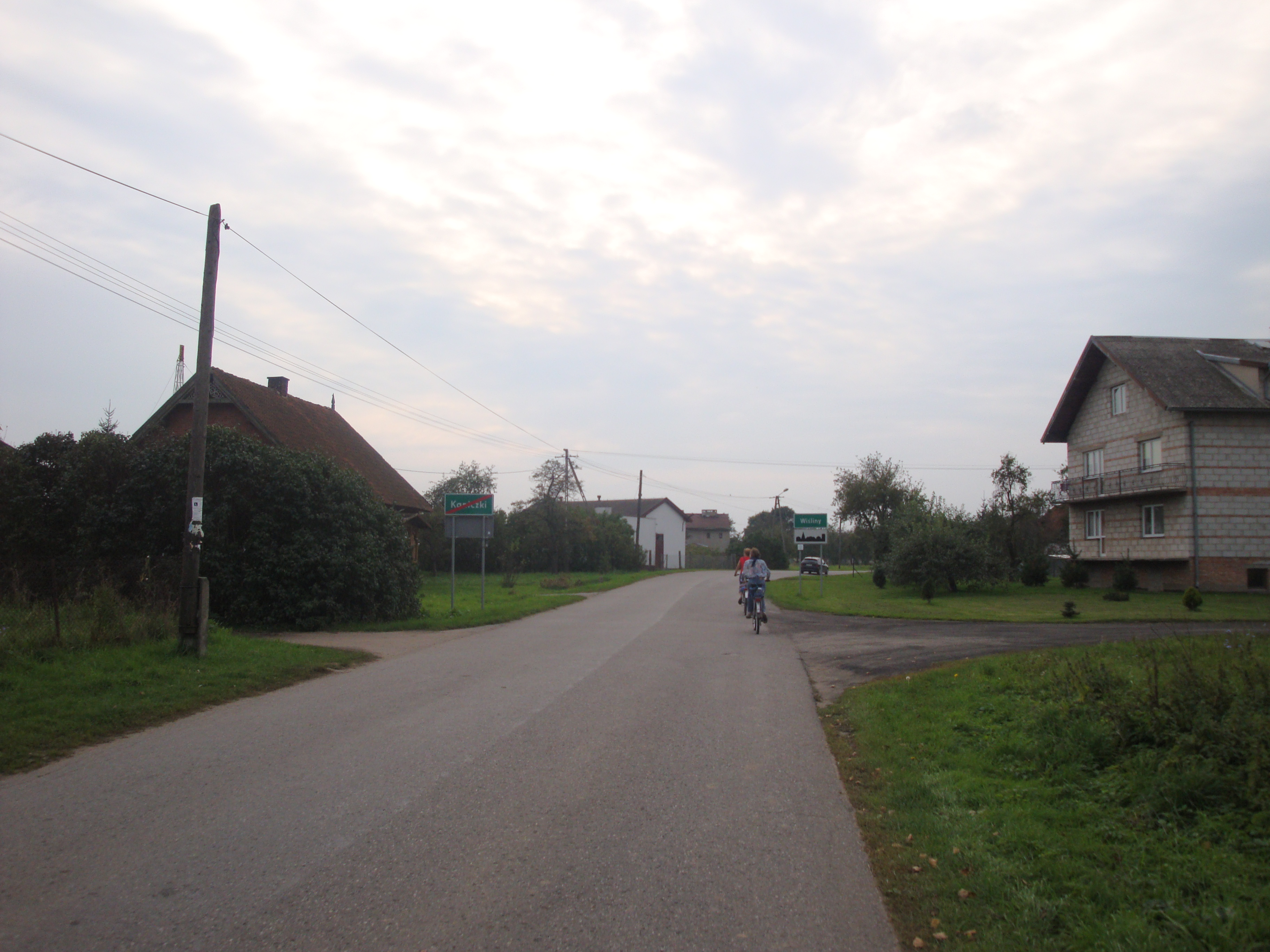
Wiśliny

- 2009 roku powstała świetlica.